# Mineração na Índia
A mineração na Índia é a atividade econômica com a maior contribuição significamente para a Economia da Índia. A contribuição com Produto Interno Bruto na indústria indiana varia entre is 2.2% a 2/5% mas só indo pelo PIB do total do setor industrial que contribui com cerca de 10% para 11%. Mesmo feito de mineração em pequena escala contribui 6% para o custo total da produção mineral. Indústria mineira indiana oferece oportunidades de emprego para cerca de 700.000 indivíduos .
Em 2019, o país era o 4º maior produtor mundial de minério de ferro; 4º maior produtor mundial de cromo; 5º maior produtor mundial de bauxita; 5º maior produtor mundial de zinco; 7º maior produtor mundial de manganês; 7º maior produtor mundial de chumbo; 7º maior produtor mundial de enxofre; 11º maior produtor mundial de titânio; 18º maior produtor mundial de fosfato; 16º maior produtor mundial de gipsita; 5º maior produtor mundial de grafite; além de ser o 3º maior produtor mundial de sal.